# 北部同盟 (アフガニスタン)
アフガニスタン救国・民族イスラム統一戦線（アフガニスタンきゅうこく・みんぞくイスラムとういつせんせん、ダリー語: جبهه متحد اسلامی ملی برای نجات افغانستان Jabha-yi Muttahid-i Islāmī-yi Millī barā-yi Nijāt-i Afghānistān）、通称で北部同盟（ほくぶどうめい）は、1996年9月のターリバーンのカーブル制圧ののち、反ターリバーン政権としてアフガニスタン北部を統治した勢力。南部同盟であるターリバーンに対して、「北部同盟」と呼称されたものが外国のマスメディアに浸透したことでこう呼ばれるようになった。
2021年8月のカーブル陥落によって、北部同盟の元指導者およびその他の反ターリバーン勢力は民族抵抗戦線として再編された。

## 概要
アフガニスタンにおけるムジャーヒディーン勢力は共産政権の崩壊以降互いに争い、アフガニスタンは混乱していた。1994年頃からパキスタン軍統合情報局の支援を受けたターリバーンが勢力を拡張し、ムジャーヒディーン各派の支配地域は狭まりつつあった。1996年にはターリバーンによって首都カーブルが陥落した。ここにきてムジャーヒディーン勢力は連合してターリバーンに対抗することを決め、首都を追われたアフガニスタン・イスラム国政府を担ぎアフガニスタン救国・民族イスラム統一戦線を結成した。
アフガニスタン・イスラム国政府は、ターリバーン以前にカーブルでムジャーヒディーン連合政権の大統領の座にあったブルハーヌッディーン・ラッバーニーが引き続き大統領職を務め、閣僚も国防相マスードをはじめとして、カーブル陥落以前の閣僚がほとんどそのまま留任していた。ターリバーン政権（アフガニスタン・イスラム首長国を称した）を承認した国はパキスタン、サウジアラビア、アラブ首長国連邦の3カ国にとどまり、国際連合における代表権は引き続き北部同盟が率いるイスラム国政府が保持していた。
北部同盟に加わった主要な組織は、ラッバーニーを首班としアフマド・シャー・マスードらタジク人を中心とするイスラム協会、ウズベク人軍閥アブドゥッラシード・ドーストムのイスラム民族運動、ハザーラ人を中心とするイスラム統一党などがある。アフガニスタンの45％を占める民族であるパシュトゥーン人主体のターリバーンに対して、タジク人・ハザーラ人・ウズベク人などの諸民族の連合という側面もあった。
ターリバーン支配地域の拡大に伴って北部同盟の支配地は2001年までに後退を続け、同年9月9日にはマスードが暗殺されるなど窮地に陥った。しかし2日後のアメリカ同時多発テロ事件後、ターリバーンは首謀者とされたウサーマ・ビン・ラーディンとアルカーイダの引き渡しを拒否したため、アメリカ合衆国をはじめとする有志連合諸国の攻撃を受けた（アフガニスタン紛争 (2001年-2021年)）。北部同盟も有志連合の全面的支援を受けて攻勢に転じ、11月13日、首都カーブルを奪還、国土の大半を支配下に置いた。11月14日には国際連合安全保障理事会決議1373が採択され「安全保障理事会」は「タリバン政権を交代させようとするアフガニスタン国民の努力を支援」するとあり、北部同盟による政権交代はここに承認された。

## 和平プロセス以降
北部同盟は同年11月27日よりドイツのボンで開かれた主要四派協議に参加し、四派のひとつザーヒル・シャー元国王派のハーミド・カルザイを議長とする暫定行政機構の立ち上げに12月5日に合意した（ボン合意）。暫定政府では北部同盟が過半数の閣僚ポストを獲得し、ラッバーニーは政治の表舞台から退いたが、イスラム協会のタジク人が外相（アブドゥッラー・アブドゥッラー）、内相（ユーヌス・カーヌーニー）、国防相（ムハンマド・ファヒーム）などの主要ポストを独占した（パンジュシェール峡谷出身者であったことから「パンジュシェール三人組」と呼ばれた）。
2002年からはじまったDDRによって所属兵士の武装は解除され、一部はアフガニスタン軍に入った。指導者達は限定的な軍事力を所持しつつも、各政党で政治活動を行っている。2004年の正式な大統領選挙ではかつての北部同盟構成政党から複数の候補者が出馬したが、圧倒的な差でカルザイに敗れた。以降、北部同盟勢力の代表者の大半はラッバーニーを代表とする統一国民戦線に入ったとされている。

## 2021年のタリバン復活後
アフマド・シャー・マスード司令官の息子・アフマド・マスードは2021年にターリバーンの攻勢によってアフガニスタン・イスラム共和国政府が事実上崩壊すると、暫定大統領就任を宣言したアムルッラー・サーレハ第一副大統領と共にパンジシール渓谷での抵抗運動を呼び掛けていると報じられている。
パンジシール渓谷には北部同盟の旗が見られ、タジク人・ウズベク人などを中心に数千人が集結している。